# St. Nikolaus (Windischleuba)

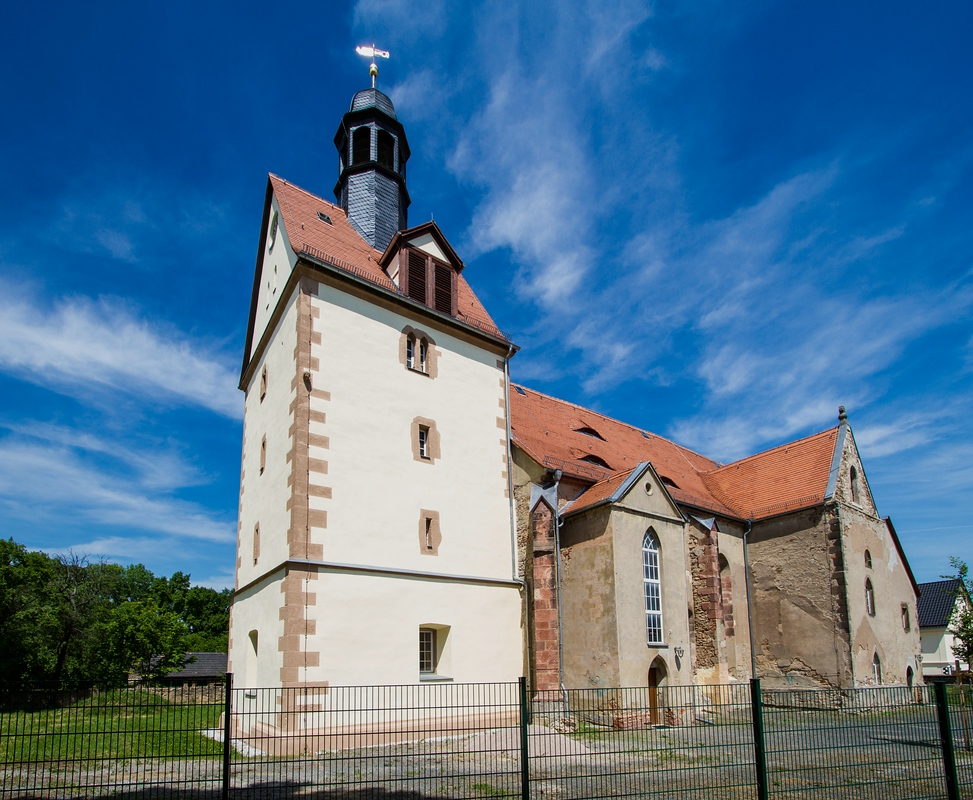
Die Kirche

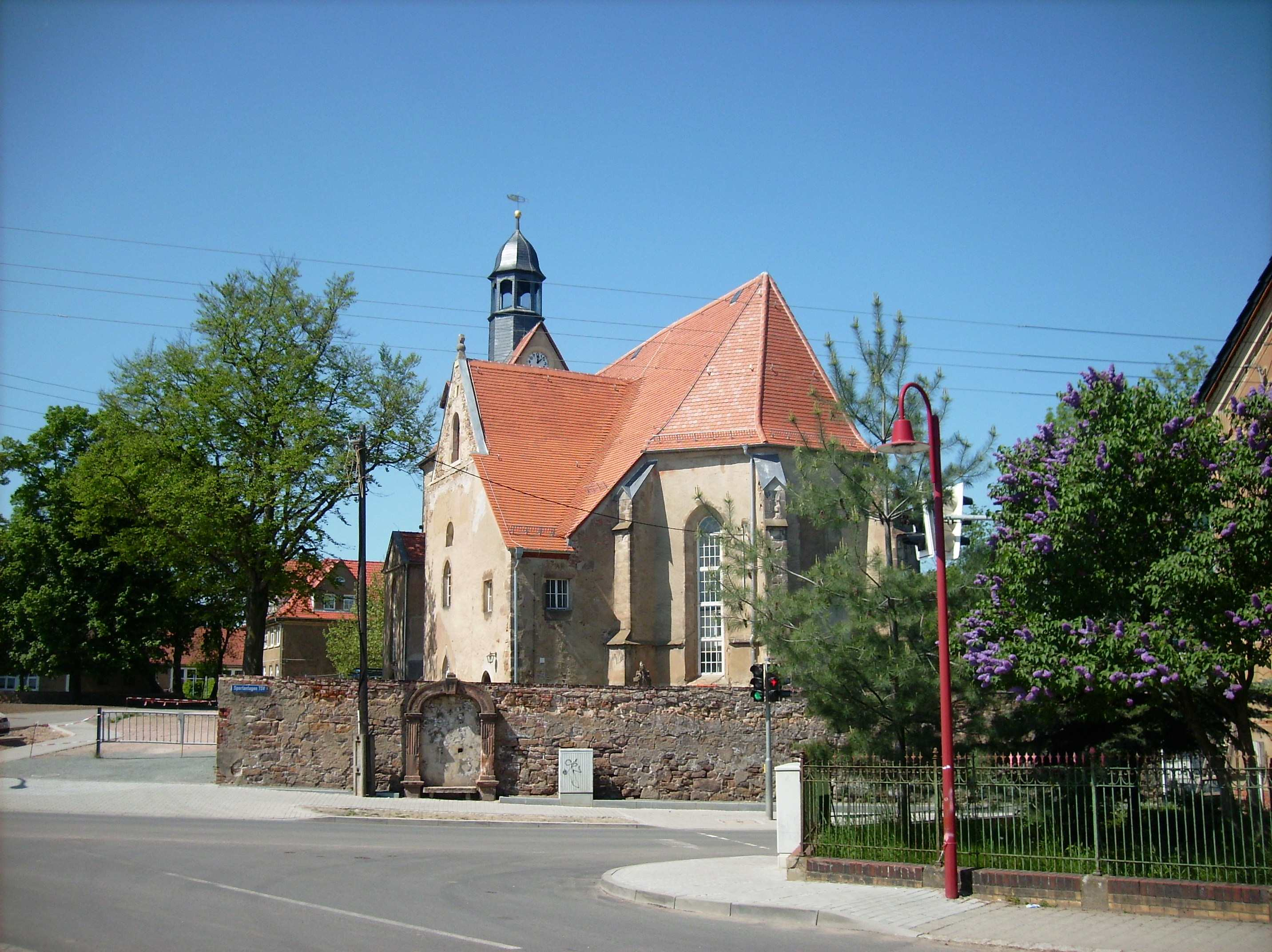
Südostansicht

Die evangelisch-lutherische Dorfkirche St. Nikolaus steht in der Gemeinde Windischleuba im Landkreis Altenburger Land in Thüringen. Sie gehört zum Pfarrbereich Altenburg-Rasephas – Altenburg-Zschernitzsch – Treben im Kirchenkreis Altenburger Land der Evangelischen Kirche in Mitteldeutschland.

## Geschichte und Architektur
Die St. Nikolauskirche gehörte zur Urpfarrei des Pleißenlandes. Die große Dorfkirche aus roten Sandbruchsteinen und Porphyr ist ein einschiffiges, spätgotische Gebäude unter Verwendung romanischer Teile. Starke Strebepfeiler am Chor und Langhaus prägen die Ansicht. Das Gotteshaus besitzt ein aufsteigendes Giebeldach mit Mansarden.
Die Saalkirche mit Westturm wurde in den Jahren 1492–1507 unter Verwendung älterer Bauteile erbaut. In den Jahren 1820–1822 wurde ein Umbau, verbunden mit einer Neuausstattung, vorgenommen. Im Jahr 1968 erfolgte eine Renovierung, wobei die Familiengruft derer von Gabelentz an der Nordseite der Kirche abgebrochen wurde.
Die Kirche besteht aus einem Schiff mit drei Jochen und einem Chorjoch von gleicher Breite mit polygonalem Schluss. An der Südwand des Kirchenschiffs sind zwei rundbogige Fenster vom romanischen Vorgängerbau erhalten. Ein zweigeschossiger Anbau im Süden enthält die Sakristei und die Patronatsloge. Der quadratische Westturm ist mit frühgotischen Biforien in den Obergeschossen versehen. Das Langhaus ist mit Netzgewölbe, der Chor mit Sterngewölbe geschlossen. Ein Schlussstein im Langhaus ist auf 1507 datiert. Alle Nebenräume der Kirche sind mit Kreuzrippen- oder Kreuzgratgewölben geschlossen.

## Ausstattung
Die gut erhaltene Kirchenausstattung stammt aus den Jahren 1820–1822 und ist die älteste einer Gruppe derartiger Ausstattungen in der Region, welche unter freier Verwendung von klassizistischen und neugotischen Formen in den 1820er und 1830er Jahren entstanden sind – vergleichbar ist die Kirche in Nobitz. Eine an den Langseiten doppelgeschossige Empore auf Stützen in Form von Bündelpfeilern läuft um das Schiff und ist im Chor mit einer Kanzel versehen. Der freistehende Altar ist mit seitlichen eisernen Schranken versehen.
In einer Wandnische der Patronatsloge ist ein Grabmonument aus Marmor für Georg Ernst von Zehmen († 1728) untergebracht. Ein volutenförmiger Sockel ist mit Chronos, dem Gott der Zeit, und mit einem Schild versehen, auf dem ein Brustbild des Verstorbenen angebracht war. Auf dem Kirchhof sind barocke Grabmäler zu finden.

## Orgel
Ihre erste Orgel hatte die Kirche 1673 erhalten.
Die jetzige Orgel aus dem Jahr 1822 mit einem klassizistischen Prospekt, der von Vasen und Lyra bekrönt wird, ist ein Werk von Friedrich Wilhelm Trampeli aus Adorf. Sie hat nach einer Restaurierung 1992–2005 durch den Orgelbauer Gerd-Christian Bochmann heute 25 (ursprünglich 27) Register auf zwei Manualen und Pedal.
Um 1900 nahm ein unbekannter Orgelbauer eine Überarbeitung mit Dispositionsänderung vor. Im Jahr 1917 wurden die Prospektpfeifen für Kriegszwecke abgegeben, im Jahr 1923 wurde von Oskar Ladegast ein Umbau vorgenommen. In den Jahren 1956 und 1960 wurde die Orgel gereinigt, gestimmt und gegen Holzwurm imprägniert.
Die Disposition lautet (Zustand bis 1992, danach – bis auf zwei später zu ergänzende Register – Rekonstruktion):
| I Hauptwerk C–d3 |                       |     |
| 1.               | Bordun                | 16′ |
| 2.               | Principal             | 8′  |
| 3.               | Viola da Gamba        | 8′  |
| 4.               | Stark Gedackt         | 8′  |
| 5.               | Octava                | 4′  |
| 6.               | Rohrflöte             | 4′  |
| 7.               | Klein Gedackt         | 4′  |
| 8.               | Quinta                | 3′  |
| 9.               | Octava                | 2′  |
| 10.              | Flageolet             | 1′  |
| 11.              | Cornet III (Diskant)0 |     |
| 12.              | Mixtur IV             |     |

| II Oberwerk C–d3 |                      |    |
| 13.              | Principal (Diskant)0 | 8′ |
| 14.              | Flûte traversière    | 8′ |
| 15.              | Lieblich Gedackt     | 8′ |
| 16.              | Quintatoena          | 8′ |
| 17.              | Principal            | 4′ |
| 18.              | Flûte d’amour        | 4′ |
| 19.              | Nasat                | 3′ |
| 20.              | Octava               | 2′ |
| 21.              | Sisfloet             | 1′ |
| 22.              | Mixtur III           |    |

| Pedal C–c1 |               |     |
| 23.        | Subbaß        | 16′ |
| 24.        | Violon        | 16′ |
| 25.        | Octavenbaß    | 8′  |
| 26.        | Posaunenbaß   | 16′ |
| 27.        | Trompetenbaß0 | 8′  |

- Koppeln: Coppel (I/P)
- Spielhilfen: Tremulant, Calkanten-Klingel